# Logos Hope
Die Logos Hope ist ein Schiff des christlichen Hilfs- und Missionswerks Operation Mobilisation (OM). Sie ist das vierte Schiff in Dienst von OM und wird als schwimmendes Konferenz- und Kulturzentrum, als Büchermarkt und zum Transport von Hilfsgütern eingesetzt.

## Geschichte

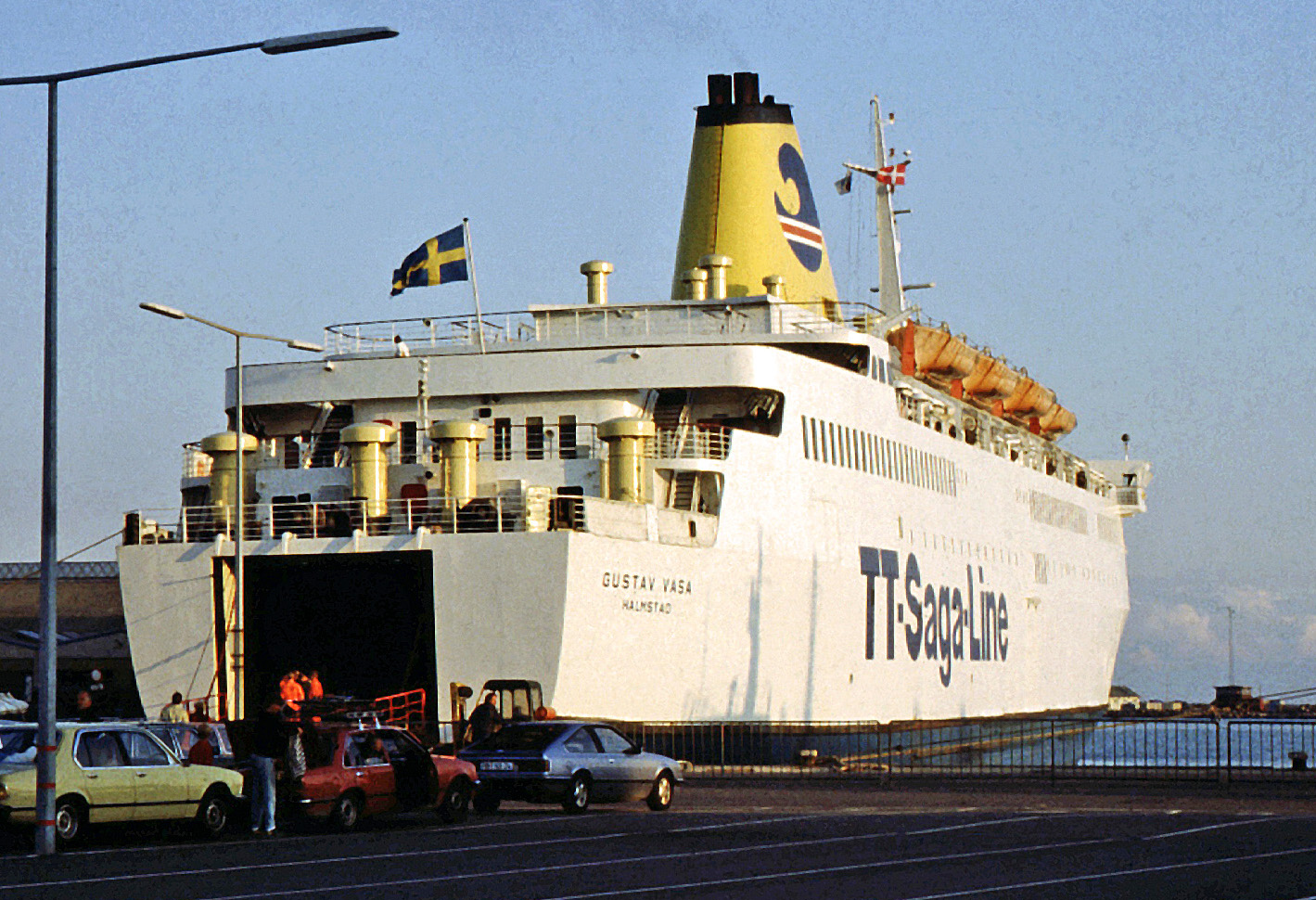
Die Gustav Vasa 1982 in Rønne

### Gustav Vasa
Das Schiff wurde 1973 als Autofähre Gustav Vasa auf der Nobiskrug-Werft in Rendsburg für die schwedische Reederei Lion Ferry AB für die Ostsee gebaut. In Betrieb genommen wurde sie im Charterdienst für die Svenska Rederi AB auf der Linie Malmö–Travemünde. 1976 bis 1983 wurde die Gustav Vasa von der schwedischen Reederei Saga Linjen betrieben und befuhr die Route gemeinsam mit der Nils Dacke. Ab 1980 gehörten beide Fähren nach dem Zusammenschluss mit der deutschen TT-Linie zur Flotte der TT Saga Line. In dieser Zeit verkehrte die Gustav Vasa zeitweise zwischen Travemünde und Rønne auf Bornholm. Trotz mehrerer Betreiber- und Eignerwechsel behielt das Schiff den Namen und die Linie bis 1982.

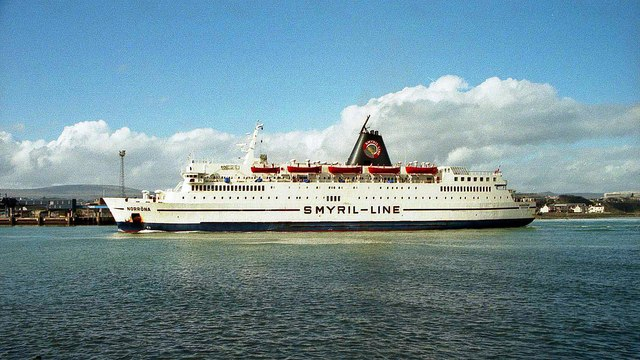
Das Schiff 1995 als Norröna

### Norrönabei Smyril Line
Im April 1983 wurde die Gustav Vasa an die neu gegründete färöische Reederei Smyril Line verkauft, die das Schiff in Norröna umbenannte. Als einziges Schiff der Reederei verkehrte die Norröna zwischen Tórshavn, Hanstholm, Bergen, Lerwick und Seyðisfjörður, womit sie die einzige Fährverbindung nach Island darstellte. Diese Route wurde zuerst nur in den Monaten von April bis September angeboten, ab Ende 1998 ganzjährig. Parallel zum Fährdienst wurde auch eine Frachtlinie eingerichtet und mit der Norröna bedient. Im Jahr 2003 nahm Smyril Line den wesentlich größeren Fährschiff-Neubau Norröna in Betrieb. Die alte Norröna wurde in Norröna I umbenannt, als Reserve auf Reede gelegt und zum Verkauf ausgeschrieben. Durch einen Zwischenfall im Januar 2004 kollidierte die neue Norröna bei stürmischem Wetter mit der Hafenmauer in Tórshavn und wurde beschädigt. Für die zweimonatige Reparaturzeit wurde die Norröna I noch einmal reaktiviert.

### Einsatz bei OM
Im März 2004 kaufte GBA Ships e. V. das Schiff für 3,6 Millionen Euro für OM Ships, und benannte es in Logos Hope um. Mit der Neuerwerbung sollte die kleinere Logos II ersetzt werden, die den Anforderungen von OM nicht mehr gerecht wurde. Ab Juni 2005 erfolgte ein grundlegender Umbau der Logos Hope in der Brodotrogir-Werft im kroatischen Trogir vom Fähr- zum Konferenzschiff. Am 8. November 2007 wurde das Schiff für den Innenausbau nach Kiel verlegt, um im Mai 2008 nach Landskrona in Schweden ins Trockendock zu kommen, wo eine neue Hilfsmaschine eingebaut wurde. Ab Juli 2008 befand sie sich in Køge in Dänemark, um sie für die Erfordernisse der Passenger Ship Safety Certificate (PSSC) vorzubereiten. Das Zertifikat wurde am 14. Februar 2009 von einem Gutachter von Lloyd’s Register erteilt. Am 19. Februar verließ die Logos Hope Køge und nahm am Tag darauf in Göteborg, Schweden, ihren Dienst auf.
Die Logos Hope fuhr anfänglich, wie auch schon als Norröna, unter der Flagge der Färöer. Im Februar 2009 konnte die Logos Hope bei OM in Dienst gestellt werden. Bereits vor der Indienststellung wurde am 29. September 2008 ihr OM-Vorgängerschiff, die Logos II, zur Verschrottung in die Türkei verkauft. Die Logos Hope übernimmt das Aufgabengebiet der Logos II.
Seit dem 1. Juli 2011 fährt sie unter der Flagge Maltas.